# 네버다이 버터플라이
"네버다이 버터플라이"는 2013년에 개봉한 대한민국의 영화이다.

## 캐스팅
- 신재승 : 안하늘 역
- 김태윤 : 진명호 역
- 박연주 : 최세진 역
- 강기둥 : 종수 역
- 최영성 : 곽치우 역
- 이달 : 남민식 역
- 이미노 : 태희 역
- 하수용 : 재열 역
- 고은민 : 아름 역
- 남태부 : 두부 역
- 김최용준 : 명호후배 1 역
- 오희준 : 민식일당 1 역
- 송유담 : 학주 역
- 남명렬 : 명호아버지 역
- 최규환 : 과외샘 역
- 박지수 : 세진친구 역
- 류아벨 : 세진친구 역
- 김고은 : 문수연 역 (우정출연)